# Johann Palisa
Johann Palisa (Troppau, Silésia (atual Opava, República Checa), 6 de dezembro de 1848 — Viena, 2 de maio de 1925) foi um astrónomo tcheco, que se tornou conhecido pela descoberta de 121 asteroides. O asteroide 914 Palisana e a cratera Palisa na Lua receberam esses nomes em sua homenagem.

## Início de carreira
De 1866 a 1870, Palisa estudou matemática e astronomia na Universidade de Viena; porém, ele só se graduou em 1884. Apesar disto, em 1870 foi um assistente no observatório da Universidade e um ano depois, ganhou uma posição no observatório em Genebra. Poucos anos depois, em 1872, aos 24 anos de idade, Palisa tornou-se o diretor do Observatório Naval Austríaco em Pula. Em Pula, ele descobriu seu primeiro asteroide, 136 Áustria, em 18 de março de 1874.

## Descobertas

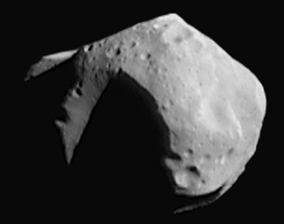
253 Mathilde vista de NEAR

Entre 1874 e 1923 Palisa descobriu 122 asteróides, respectivamente (veja a tabela abaixo). Ele fez suas descobertas no Observatório Naval Austríaco em Pola e no Observatório de Viena. Ele também descobriu o cometa parabólico C/1879 Q1 em agosto de 1879.
Uma de suas descobertas foi o 253 Mathilde, um asteroide tipo C de 50 quilômetros de tamanho no cinturão de asteroides intermediário, que foi visitado pela espaçonave NEAR Shoemaker em 27 de junho de 1997. A sonda robótica passou a 1200 km de Mathilde às 12h56 UT a 9,93 km/s, retornando imagens e outros dados de instrumentos, incluindo mais de 500 imagens que cobriram 60% da superfície de Mathilde. Apenas um pequeno número de planetas menores foram visitados por naves espaciais
Palisa fez todas as suas descobertas de asteroides visualmente. Apesar de Max Wolf  ter revolucionado o processo de descoberta de asteroides ao introduzir a fotografia na década de 1890, Palisa continuou a confiar em observações visuais. Sua descoberta final, 1073 Gellivara, foi o último asteróide que foi encontrado visualmente. Johann Palisa continua sendo o descobridor de asteroides visual (não fotográfico) de maior sucesso de todos os tempos.
| 136 Austria    | 18 Março 1874     |
| 137 Meliboea   | 21 Abril1874      |
| 140 Siwa       | 13 Outubro 1874   |
| 142 Polana     | 28 Janeiro 1875   |
| 143 Adria      | 23 Fevereiro 1875 |
| 151 Abundantia | 1 Novembro 1875   |
| 153 Hilda      | 2 Novembro 1875   |
| 155 Scylla     | 8 Novembro 1875   |
| 156 Xanthippe  | 22 Novembro 1875  |
| 178 Belisana   | 6 Novembro 1877   |

| 182 Elsa      | 7 Fevereiro 1878  |
| 183 Istria    | 8 Fevereiro 1878  |
| 184 Dejopeja  | 28 Fevereiro 1878 |
| 192 Nausikaa  | 17 Fevereiro 1879 |
| 195 Eurykleia | 19 Abril1879      |
| 197 Arete     | 21 Maio 1879      |
| 201 Penelope  | 7 Augusto 1879    |
| 204 Kallisto  | 8 Outubro 1879    |
| 205 Martha    | 13 Outubro 1879   |
| 207 Hedda     | 17 Outubro 1879   |

| 208 Lacrimosa | 21 Outubro 1879   |
| 210 Isabella  | 12 Novembro 1879  |
| 211 Isolda    | 10 December 1879  |
| 212 Medea     | 6 Fevereiro 1880  |
| 214 Aschera   | 29 Fevereiro 1880 |
| 216 Cleópatra | 10 Abril1880      |
| 218 Bianca    | 4 Setembro 1880   |
| 219 Thusnelda | 30 Setembro 1880  |
| 220 Stephania | 19 Maio 1881      |
| 221 Eos       | 18 Janeiro 1882   |

| 222 Lucia     | 9 Fevereiro 1882 |
| 223 Rosa      | 9 Março 1882     |
| 224 Oceana    | 30 Março 1882    |
| 225 Henrietta | 19 Abril1882     |
| 226 Weringia  | 19 Julho1882     |
| 228 Agathe    | 19 Augusto 1882  |
| 229 Adelinda  | 22 Augusto 1882  |
| 231 Vindobona | 10 Setembro 1882 |
| 232 Russia    | 31 Janeiro 1883  |
| 235 Carolina  | 28 Novembro 1883 |

| 236 Honoria    | 26 Abril1884     |
| 237 Coelestina | 27 Junho 1884    |
| 239 Adrastea   | 18 Augusto 1884  |
| 242 Kriemhild  | 22 Setembro 1884 |
| 243 Ida        | 29 Setembro 1884 |
| 244 Sita       | 14 Outubro 1884  |
| 248 Lameia     | 5 Junho 1885     |
| 250 Bettina    | 3 Setembro 1885  |
| 251 Sophia     | 4 Outubro 1885   |
| 253 Mathilde   | 12 Novembro 1885 |

| 254 Augustoa | 31 Março 1886     |
| 255 Oppavia  | 31 Março 1886     |
| 256 Walpurga | 3 Abril1886       |
| 257 Silesia  | 5 Abril1886       |
| 260 Huberta  | 3 Outubro 1886    |
| 262 Valda    | 3 Novembro 1886   |
| 263 Dresda   | 3 Novembro 1886   |
| 265 Anna     | 25 Fevereiro 1887 |
| 266 Aline    | 17 Maio 1887      |
| 269 Justitia | 21 Setembro 1887  |

| 273 Atropos    | 8 Março 1888    |
| 274 Philagoria | 3 Abril1888     |
| 275 Sapientia  | 15 Abril1888    |
| 276 Adelheid   | 17 Abril1888    |
| 278 Paulina    | 16 Maio 1888    |
| 279 Thule      | 25 Outubro 1888 |
| 280 Philia     | 29 Outubro 1888 |
| 281 Lucretia   | 31 Outubro 1888 |
| 286 Iclea      | 3 Augusto 1889  |
| 290 Bruna      | 20 Março 1890   |

| 291 Alice       | 25 Abril1890      |
| 292 Ludovica    | 25 Abril1890      |
| 295 Theresia    | 17 Augusto 1890   |
| 299 Thora       | 6 Outubro 1890    |
| 301 Bavaria     | 16 Novembro 1890  |
| 304 Olga        | 14 Fevereiro 1891 |
| 309 Fraternitas | 6 Abril1891       |
| 313 Chaldaea    | 30 Augusto 1891   |
| 315 Constantia  | 4 Setembro 1891   |
| 320 Katharina   | 11 Outubro 1891   |

| 321 Florentina | 15 Outubro 1891   |
| 324 Bamberga   | 25 Fevereiro 1892 |
| 326 Tamara     | 19 Março 1892     |
| 569 Misa       | 27 Julho1905      |
| 583 Klotilde   | 31 December 1905  |
| 652 Jubilatrix | 4 Novembro 1907   |
| 671 Carnegia   | 21 Setembro 1908  |
| 687 Tinette    | 16 Augusto 1909   |
| 688 Melanie    | 25 Augusto 1909   |
| 689 Zita       | 12 Setembro 1909  |

| 703 Noemi    | 3 Outubro 1910    |
| 710 Gertrud  | 28 Fevereiro 1911 |
| 711 Marmulla | 1 Março 1911      |
| 716 Berkeley | 30 Julho1911      |
| 718 Erida    | 29 Setembro 1911  |
| 719 Albert   | 3 Outubro 1911    |
| 722 Frieda   | 18 Outubro 1911   |
| 723 Hammonia | 21 Outubro 1911   |
| 724 Hapag    | 21 Outubro 1911   |
| 725 Amanda   | 21 Outubro 1911   |

| 728 Leonisis   | 16 Fevereiro 1912 |
| 730 Athanasia  | 10 Abril1912      |
| 734 Benda      | 11 Outubro 1912   |
| 750 Oskar      | 28 Abril1913      |
| 782 Montefiore | 18 Março 1914     |
| 783 Nora       | 18 Março 1914     |
| 794 Irenaea    | 27 Augusto 1914   |
| 795 Fini       | 26 Setembro 1914  |
| 803 Picka      | 21 Março 1915     |
| 827 Wolfiana   | 29 Augusto 1916   |

| 828 Lindemannia   | 29 Augusto 1916   |
| 867 Kovacia       | 25 Fevereiro 1917 |
| 876 Scott         | 20 Junho 1917     |
| 902 Probitas      | 3 Setembro 1918   |
| 903 Nealley       | 13 Setembro 1918  |
| 932 Hooveria      | 23 Março 1920     |
| 941 Murray        | 10 Outubro 1920   |
| 964 Subamara      | 27 Outubro 1921   |
| 975 Perseverantia | 27 Março 1922     |
| 996 Hilaritas     | 21 Março 1923     |

| 1073 Gellivara | 14 Setembro 1923 |
| 14309 Defoy    | 22 Setembro 1908 |

### Obituários
- von Hepperger, J. (1925). «Anzeige des Todes von Johann Palisa». Astronomische Nachrichten (em alemão). 225 (7): 125–127. Bibcode:1925AN....225..125V. doi:10.1002/asna.19252250706